# 若杉站
若杉站（日语：／ Wakasugi eki */?）是位於石川縣小松市若杉町，北陸鐵道小松線的鐵路車站（廢站）。

## 概要
在1923年（大正12年）11月10日，小松線的前前身白山電氣鐵道在申請路線敷設許可時，當中是包含預定建設此站。在1926年（大正15年）12月15日申請小松至原之間的工程認可時，此站還在計劃之內。在1928年（昭和3年）鐵道許可失效和申請把建設路線工程方法改變時，此站被排除在計劃內。當時的理由是該站距離若杉村落有一段距離，對乘客透造成不便，來自若杉的乘客應使用鄰站八幡停車場（加賀八幡站）。當地也已批准將其排除在計劃之外，並表示這是出於列車運營便利性而作出的考慮。因此，此站在全線開通後7年才啟用。另外，由於此站與鄰站相距較近，距離加賀八幡站0.7公里，打越站0.4公里，因此上下車人次也較少。在1979年，當年的上下車人次為平均每日100人。

## 歷史
- 1936年（昭和11年）12月14日：白山電氣鐵道車站啟用[2]。
- 1937年（昭和12年）11月4日：公司改名為小松電氣鐵道。
- 1945年（昭和20年）7月20日：小松電氣鐵道把業務轉讓給北陸鐵道，成為北陸鐵道小松線車站。
- 1986年（昭和61年）6月1日：小松線全線廢除，此站也被廢除[2]。

## 車站構造
此站是無人車站，設有1面1線的單式月台。月台上設有小型候車室。

## 現狀
車站遺址變為四線道路。

## 相鄰車站
北陸鐵道
小松線
打越－若杉－加賀八幡

## 注腳
1. 1 2 3  RM LIBRARY 212 北陸鉄道小松線（寺田裕一・著　NEKO PUBLISHING　2020年4月1日初版）p.39
2. 1 2  今尾惠介《日本鐵道旅行地圖帳》6號 北信越（新潮社、2008年）p.28

## 相關項目
- 日本鐵路車站列表 Wa